# Фрай Бентос
Фрай Бентос (на испански: Fray Bentos) е град с надморска височина 23 метра, административен център на департамента Рио Негро, Уругвай. Населението на града е 23 122 души (2004).